# Gloriette Kino

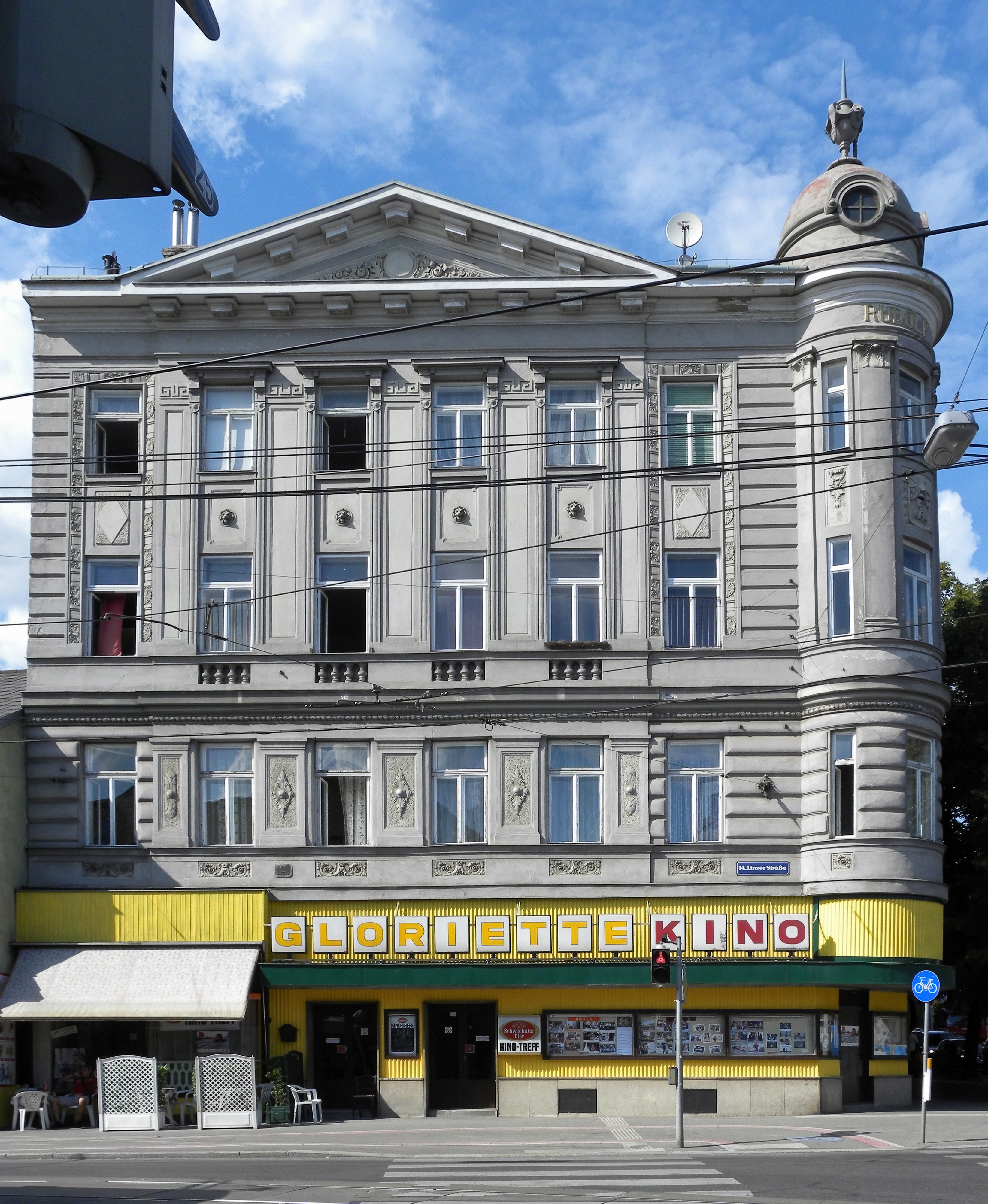
Das Gloriette Kino 2011, vor seiner Schließung 2013.

Das Gloriette Kino war ein Kino im 14. Wiener Gemeindebezirk Penzing.

## Geschichte
Das Gloriette Kino eröffnete kurz vor dem Ersten Weltkrieg in einem ehemaligen Wirtshaussaal in einem 1911 erbauten Eckhaus mit der Adresse Linzer Straße 2. Das Kino in Sichtweite von Schloss Schönbrunn hatte drei Säle mit insgesamt 176 Sitzplätzen. In den 1920er und 1930er wurde es von Siegfried Lemberger, der unter anderem den Film Der Pfarrer von Kirchfeld produzierte, gepachtet und geführt.
In den 1950er Jahren kam es zu einer Umgestaltung der Räumlichkeiten, die sich danach bis zur Schließung kaum veränderten. Damals wurde es ob seinem Schwerpunkt auf amerikanische Western und Krimis auch „die Blutoper“ genannt. Mit der Übernahme des Kinos durch die Familie Bespalez (ab 1966), die es bis zuletzt führte, etablierte sich das Gloriette als Kinder- und Familienkino. Erst in den letzten Jahren vor der Schließung wurden auch ausgewählte Arthouse-Filme gezeigt, um dem akuten Publikumsschwund entgegenzuwirken (siehe auch Österreichische Kinogeschichte seit 1970). Das benachbarte ehemalige Zuckerlgeschäft wurde dazu gemietet und als „Kino Treff“ dem Kino angeschlossen. Anfang 2013 wurde der Betrieb, der sich schon lange nicht mehr rentiert hatte, schließlich eingestellt; eine technische Aufrüstung auf aktuelle Standards wäre zu teuer gekommen. Nach einigen Jahren des Leerstandes hielten in das Erdgeschoß des repräsentativen Eckhauses an der Ecke John- und Linzer Straße eine Fahrradwerkstätte und ein Gastronomiebetrieb Einzug.